# Selenocentrická dráha

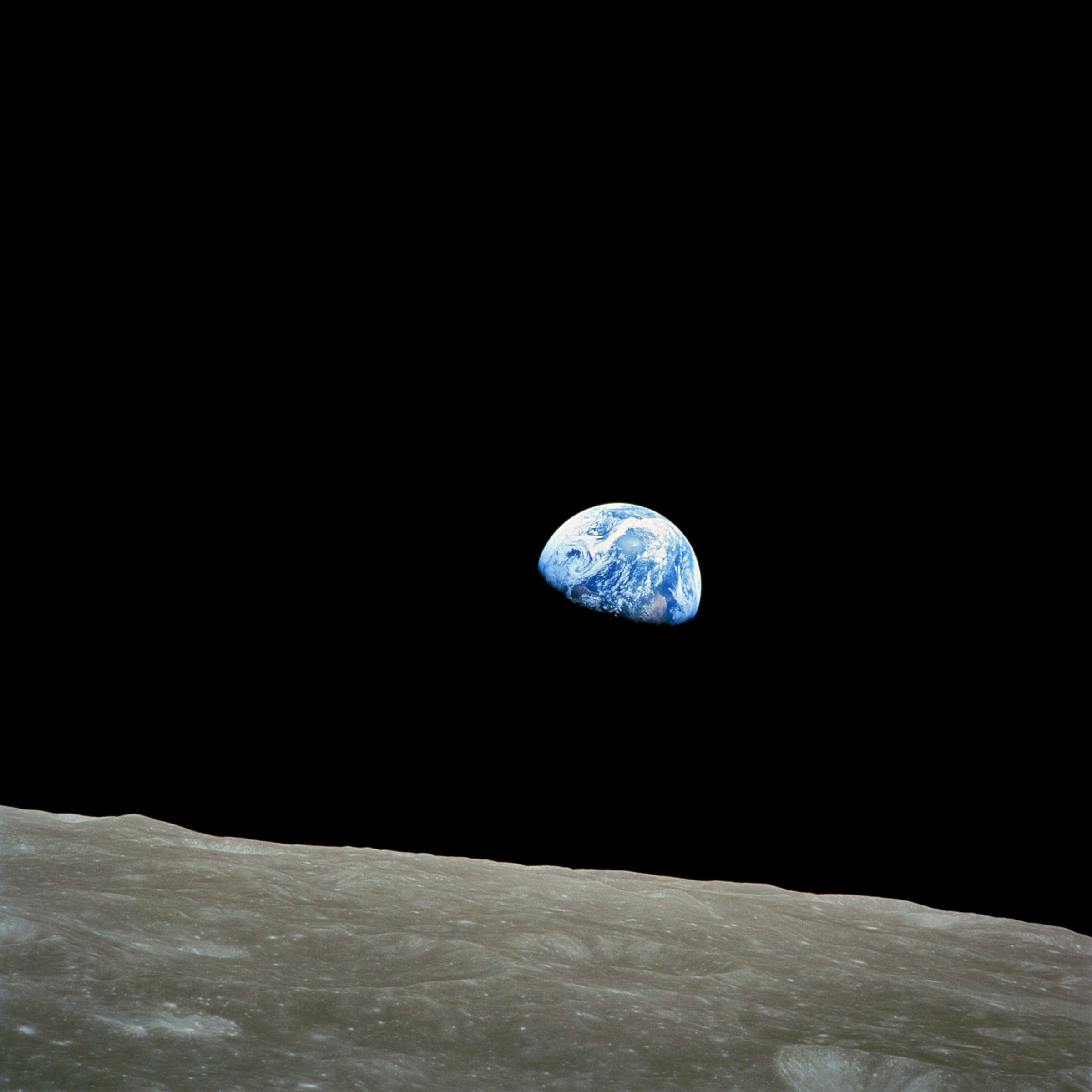
Posádka Apolla 8 zachytila 24. prosince 1968 jako vůbec první „Východ Země“ z orbity Měsíce.

Selenocentrická dráha (někdy nesprávně lunocentrická dráha) je oběžná dráha kolem Měsíce.
Tato dráha je využívána automatickými sondami a během programu Apollo se po ní pohybovala kosmická loď Apollo. První lidé vstoupili na selenocentrickou dráhu na palubě kosmické lodi Apollo 8 v roce 1968.

## Vlastnosti
- Kruhová rychlost (první kosmická rychlost) pro nízkou kruhovou orbitu kolem Měsíce je přibližně 1,68 km/s.
- Oběžná doba na nízké kruhové oběžné dráze je přibližně 1 h a 48 min.
- Ve skutečnosti prakticky nelze stabilní nízké oběžné dráhy kolem Měsíce dosáhnout. Projevuje se gravitační vliv měsíčních gravitačních anomálií – masconů –, které dráhu podstatným způsobem ovlivňují.

## Družice
První člověkem vyrobený objekt na oběžné dráze kolem Měsíce byla sovětská sonda Luna 10 počátkem dubna 1966. Americká sonda Lunar Orbiter 1 ji následovala v srpnu téhož roku.
Do současnosti (2014) se pohybovala na oběžné dráze kolem Měsíce řada sond několika států (SSSR a RUSKO, USA, Japonsko, Čína).
Tři sondy jsou stále v provozu:
- Lunar Reconnaissance Orbiter z roku 2009
- od roku 2010 dvě sondy ARTEMIS z projektu pěti družic THEMIS (vypuštěné všechny v roce 2007)